# Maurizio Marchetto
Maurizio Marchetto (Badio Polesine, 13 februari 1956) is een voormalig schaatser uit Italië en huidige bondscoach en technisch directeur van de Italiaanse schaatsbond.

## Biografie
Marchetto heeft zijn land in drie opeenvolgende Olympische Winterspelen vertegenwoordigd, beginnend met de spelen van 1976 in Innsbruck, Oostenrijk. Na zijn loopbaan als schaatser is Marchetto schaatscoach van het Italiaanse team geworden en heeft hij onder meer Roberto Sighel (tot 2006) en Enrico Fabris (vanaf 2001) begeleid.
Op 5 februari 2009 werd bekend dat de verstandhouding van Marchetto met de twee sprinters Chiara Simionato en Ermanno Ioriatti onder druk is komen te staan. Vanaf het seizoen 2009/2010 werd hij naast trainer van Fabris ook dat van de Rus Ivan Skobrev en de Fransman Alexis Contin. In seizoen 2012/2013 wonnen Olga Fatkulina en Denis Yuskov onder zijn leiding goud bij de WK Afstanden in 2013. Na seizoen 2014/2015 liep zijn contract bij de Russische bond af en dit werd niet verlengd, waarna hij terugkeerde bij de Italiaanse bond.

## Persoonlijke records
| Afstand      | Tijd     | Datum            | Baan      |
| ------------ | -------- | ---------------- | --------- |
| 500 meter    | 40,61    | 17 februari 1972 | Innsbruck |
| 1000 meter   | 1.21,45  | 18 maart 1976    | Medeo     |
| 1500 meter   | 1.59,75  | 15 maart 1981    | Medeo     |
| 3000 meter   | 4.10,05  | 14 maart 1981    | Medeo     |
| 5000 meter   | 7.19,70  | 3 maart 1984     | Inzell    |
| 10.000 meter | 15.15,09 | 7 maart 1982     | Inzell    |

## Resultaten
| Jaar | EK Allround | WK Allround | Olympische Spelen               | WK Junioren |
| ---- | ----------- | ----------- | ------------------------------- | ----------- |
| 1974 |             |             |                                 | 24e         |
| 1975 |             |             |                                 | 14e         |
| 1976 | NC26        |             | 21e 5000m 17e 10.000m           | 13e         |
| 1977 | NC24        | NC24        |                                 |             |
|      |             |             |                                 |             |
| 1979 | NC24        | DQ1         |                                 |             |
| 1980 | NC21        |             | 28e 1500m 23e 5000m 22e 10.000m |             |
| 1981 | NC25        | NC30        |                                 |             |
| 1982 | NC24        | NC29        |                                 |             |
| 1983 |             | NC32        |                                 |             |
| 1984 |             |             | 22e 5000m 20e 10.000m           |             |